# Dendropsophus frosti
Espèce
Dendropsophus frosti est une espèce d'amphibiens de la famille des Hylidae.

## Répartition
Cette espèce se rencontre :
- en Colombie dans le département d'Amazonas ;
- au Pérou dans la région de Loreto.

## Étymologie
Cette espèce est nommée en l'honneur de Darrel Richmond Frost.

## Publication originale
- Motta, Catroviejo-Fisher, Venegas, Orrico & Padial, 2012 : A new species of the Dendropsophus parviceps group from the western Amazon Basin (Amphibia: Anura: Hylidae). Zootaxa, no 3249, p. 18-30.